# Gramnegativna bakterija
Gramnegativne bakterije ali tudi po Gramu negativne bakterije so tiste bakterije, ki se v postopku barvanja po Gramu le prehodno obarvajo z metilvijoličnim, kasnejše spiranje z acetonom in etanolom pa jih razbarva. Vzrok razbarvanja tiči v sestavi njihove celične stene. Obarvajo se pa rdeče z diferencialnim barvilom fuksinom. 
Številne vrste gramnegativnih bakterij so patogene, torej zmožne izzvati bolezensko stanje v gostiteljevem organizmu. Nosilci patogenosti so pogosto lipopolisaharidi, ki jih vsebuje celična stena in jih imenujemo tudi endotoksini.

## Značilnosti
1. Celična stena vsebuje le nekaj (okoli 4) plasti peptidoglikana, medtem ko je pri grampozitivnih bakterijah teh plasti tudi do 40.
2. Celice so obdane še z dodatno zunanjo celično membrano, v katero so vgrajeni lipopolisaharidi.
3. V zunanji membrani so porini, ki so kot majhne porice, ki prepuščajo nekatere molekule, da vstopijo skozi zunanjo membrano.
4. Prostor med peptidoglikanskim slojem iz zunanjo membrano imenujemo periplazemski prostor.
5. Če so prisotni bički, so zgrajeni iz štirih opornih obročkov.
6. Teihoična kislina ni prisotna.
7. Na polisaharidno ogrodje so pripeti lipoproteini, ki pri grampozitivnih bakterijah niso prisotni.

## Nekateri predstavniki
- Brucella
- Salmonella
- Shigella
- Treponema pallidum
- Escherichia coli
- Yersinia pestis
- Vibrio cholerae
- Helicobacter pylori